# GUTSMAN
GUTSMAN（ガッツマン）は、東京都世田谷区にある総合格闘技ジム。代表は桜田直樹。

## 概要
2000年8月、木口道場より独立した第3代修斗ミドル級王者の桜田直樹が、GUTSMAN・修斗道場として世田谷区松原に設立。道場名の「ガッツマン」は、桜田の現役時代のニックネームに由来する。
2022年、東京都の都市計画に伴い、世田谷区経堂に移転し、格闘技＆フィットネスジムとして新たにスタート。 

## 元所属選手
- 桜井"マッハ"速人
- 廣田瑞人
- 石渡伸太郎
- 帯谷信弘
- 奥野泰舗
- 大河内衛
- 神酒龍一
- 田澤聡
- 村山暁洋
- 井島裕彰
- 山内慎人
- 河野啓太
- 阿藤リトル
- ガイ・デルモ